# La caverna della paura
La caverna della paura (Cavern of the Fear) è un romanzo fantasy per ragazzi dell'autrice australiana Jennifer Rowe, scritto sotto lo pseudonimo di Emily Rodda, utilizzato anche in altri suoi scritti. È il primo libro della trilogia Ritorno a Deltora (Deltora Quest 2).
Le illustrazioni sono opera di Michelangelo Miani.

## Personaggi
- Lief: il giovane re di Deltora
- Barda: il gigante di Del, ex guardia di palazzo e inseparabile compagno d'avventure di Lief. Ha più esperienza di lui e spesso lo tira fuori dai guai.
- Jasmine: giovane dai capelli neri, vissuta nelle Foreste del Silenzio fino al suo incontro con Lief e Barda; spesso adotta un atteggiamento scontroso con chi le sta intorno per nascondere i propri sentimenti e le proprie paure.
- Kree: splendido corvo nero che accompagna Jasmine dalla scomparsa dei genitori della ragazza, rapiti dalle Guardie Grigie.
- Filli: strano animaletto peloso e dagli occhi dolci, inseparabile compagno di Jasmine.
- Glock: ultimo membro della tribù Jalis rimasto a Deltora. È rude e scontroso, ma sa anche essere un ottimo guerriero; come tutti i Jalis considera morire in battaglia un onore.
- Destino: è padre di Jasmine, capo della resistenza ed il suo vero nome è Jarred; fuggito dalle Terre dell'ombra, dove era stato portato dai servi del Signore dell'Ombra e dove ha perso la memoria, è stato accolto da un uomo di nome Destino, morto per lui e di cui ha preso il nome. Ora ha ripreso possesso dei suoi ricordi e presta un grande aiuto a Lief per quanto concerne l'organizzazione del regno e l'adempimento dei doveri regali.
- Azan, Clef, Nols e Worron: quattro goblin; rispettivamente: due giovani, un'anziana e il sacerdote del popolo.
- Josef: bibliotecario di re Alton.
- Ranesh: apprendista di Josef.
- Lampo e Furia: ragni combattenti rispettivamente appartenenti a Glock e Zigzag.
- Zigzag: ex-acrobata di palazzo e membro della resistenza; è un ometto inaffidabile e pavido, egoista e disonesto.
- Signore dell'ombra: anche non partecipando attivamente in questa avventura è un personaggio fondamentale all'interno di tutti i libri della saga di Deltora, essendo il Nemico del regno; è stato lui a ordinare agli Ak-Baba di nascondere le sette pietre della cintura di Deltora e a far decadere il mondo. È munito di numerosi accoliti, umani e non, nascosti nei luoghi più impensabili e spesso tra gente completamente estranea alle loro vere intenzioni.

## Trama
Dopo aver recuperato tutte le sette pietre della cintura di Deltora, aver scoperto di essere l'erede al trono e aver cacciato dal suo regno il Signore dell'Ombra, Lief si ritrova a dover guidare un popolo attanagliato dalla fame e dalla miseria che il Nemico si è lasciato alle spalle; come se non bastasse, il Signore dell'Ombra ha anche rapito buona parte degli abitanti di Deltora, portandoli con sé nelle sue terre.
La cintura al di fuori dei confini di Deltora non ha alcun potere, perciò il re non si sente di guidare verso una inutile morte altre persone; ma, quando Zeean, la saggia torana, inizia a parlargli del flauto di Pirra, si riaccende la speranza.
I tre amici Lief, Barda e Jasmine, si dovranno avventurare in un'altra foresta e affrontare le acque di un mare sconosciuto, scontrarsi con nuovi mostri e salvare un villaggio in preda alla disperazione; conosceranno nuovi amici e rinsalderanno il loro stesso legame.
Il loro compito è riuscire a trovare le isole Pirrane di cui scrive Doran, l'amico dei draghi, e il primo pezzo del flauto, il bocchino di Piuma. Inoltre Jasmine tenterà di salvare la sorella Fede, cercando nel frattempo di trovare la strada nascosta che condurrà lei e gli amici fino alle Terre dell'Ombra.

## Edizioni
- Emily Rodda, La caverna della paura, traduzione di Giancarlo Carlotti, Edizioni Piemme, 2004,  p. 171, ISBN 88-384-6861-3.